# Villa Botalla
La villa Botalla est une villa de style art nouveau d'Ivrée, au Piémont en Italie. 

## Histoire
La villa prend sa forme actuelle lors des œuvres de remodelage d'un ancien bâtiment du XVIIe siècle, réalisées entre 1910 et 1912 sur commande de Giuseppe Botalla, un entrepreneur en construction qui avait précédemment travaillé à l'étranger, en Chine, en Perse et en Afrique du Nord.